# 江差町立江差小学校
江差町立江差小学校（えさしちょうりつえさししょうがっこう）は、北海道檜山郡江差町にある公立小学校。江差町に3つある小学校のうちの一つである。

## 沿革
- 1878年（明治11年）7月25日 - 柏樹学校として開校式を行う。
- 1887年（明治20年） - 高等科を併置し、柏樹尋常高等小学校と改称。
- 1893年（明治26年）12月12日 - 火災により校舎が全焼する。万巻の漢籍、その他書類など一切焼失する（現検察庁跡）。
- 1895年（明治28年）
  - 11月12日 - 新校舎落成する（現検察庁跡）。
  - 11月20日 - 柏樹尋常高等小学校に東分校と西分校が開設される。
- 1899年（明治32年）4月1日 - 東分校が新町尋常小学校として独立（翌年廃校）、西分校が茂尻尋常小学校として独立（1936年（昭和11年）5月15日まで続く）。
- 1900年（明治33年）4月7日 - 江差女子尋常小学校が開設される。
- 1903年（明治36年）5月7日 - 江差女子尋常小学校が中歌尋常小学校と改称され、高等科は柏樹校に合併された。
- 1913年（大正2年）4月1日 - 柏樹尋常高等小学校に中歌尋常小学校が併合される。茂尻尋常小学校に五明尋常小学校（1878年（明治11年）7月25日開校）が併合される。
- 1917年（大正6年）7月25日 - 開校40周年記念式典挙行。
- 1928年（昭和3年）
  - 7月25日 - 開校50周年記念式典挙行。
  - 8月4日 - 江差実科女学校。
- 1936年（昭和11年）
  - 5月15日 - 柏樹尋常高等小学校に茂尻尋常小学校を併合し、校名を江差尋常高等小学校と改称。
  - 7月25日 - 開校60周年記念式典挙行。
- 1941年（昭和16年）4月1日 - 国民学校令により、校名が江差国民学校と改称。
- 1947年（昭和22年）
  - 4月1日 - 学制改革により、校名が江差小学校と改称。同日、新制江差中学校が開設される。
  - 9月30日 - 江差小学校教育後援会が解散。同日、江差小学校父母と先生の会が発足。
- 1948年（昭和23年）7月25日 - 開校70周年記念式典挙行。
- 1951年（昭和26年）3月 - 前木造校舎3階部分に4教室を増築。
- 1958年（昭和33年）
  - 4月1日 - 江差小学校本校24学級、五勝手分校3学級となる。
  - 6月1日 - 五勝手分校を廃校し、南が丘小学校を開設する（6学級、通学区域は駅を基準とする）。
  - 7月25日 - 開校80周年記念式典挙行。
- 1963年（昭和38年）
  - 4月1日 - 特殊学級1学級認可。
  - 5月22日 - 本校単独の学校給食を開始。
- 1967年（昭和42年）4月1日 - 特殊学級2学級認可。
- 1968年（昭和43年）7月25日 - 開校90周年記念式典挙行。
- 1976年（昭和51年）6月30日 - 新校舎第一期工事終了（第4学年～第6学年・新校舎へ移転）。
- 1977年（昭和52年）7月23日 - 新校舎第二期工事終了（第1学年～第3学年・新校舎へ移転）。
- 1978年（昭和53年）
  - 7月10日 - 体育館竣工。
  - 7月25日 - 開校100周年記念式典挙行。
- 1980年（昭和55年）5月 - グラウンド竣工。
- 1998年（平成10年）
  - 5月16日 - 開校120周年記念植樹（記念樹柏120本植樹）を行った。
  - 7月24日 - 開校120周年記念式典挙行。
- 2000年（平成12年）7月24日 - 「昭和35年タイムカプセル」開封。
- 2007年（平成19年）7月24日 - 校舎給水管工事開始。
- 2012年（平成24年）
  - 1月20日 - スキー学習開始（第5学年・第6学年）。
  - 4月12日 - 第二期耐震工事着工（12月24日まで）。

## 周辺
江差町中心部に位置する。
- 函館地方裁判所江差支部
- 函館地方検察庁江差支部
- 本願寺江差別院
- 北海道道5号江差木古内線（いにしえ街道）
- 旧檜山爾志郡役所
- 郷土資料館
- 国道227号
- 町会所
- 江差町役場
- 江差追分会館
- 江差地方合同庁舎

## アクセス
- 函館バス「姥神町フェリー前」バス停下車後、徒歩約440m・約7分（最短ルート移動した場合）。

## 学区
- 新栄町・愛宕町・豊川町・桧岱・東山・中歌町・姥神町・鴎島・上野町・橋本町・本町・緑丘・茂尻町・円山・海岸町（南ヶ丘小学校の項含まれる陣屋町丸山の地区を除く）[1]